# Râul Rădoaia
Râul Rădoaia este un curs de apă, afluent al râului Șușița. 